# Daniel Ciobotea

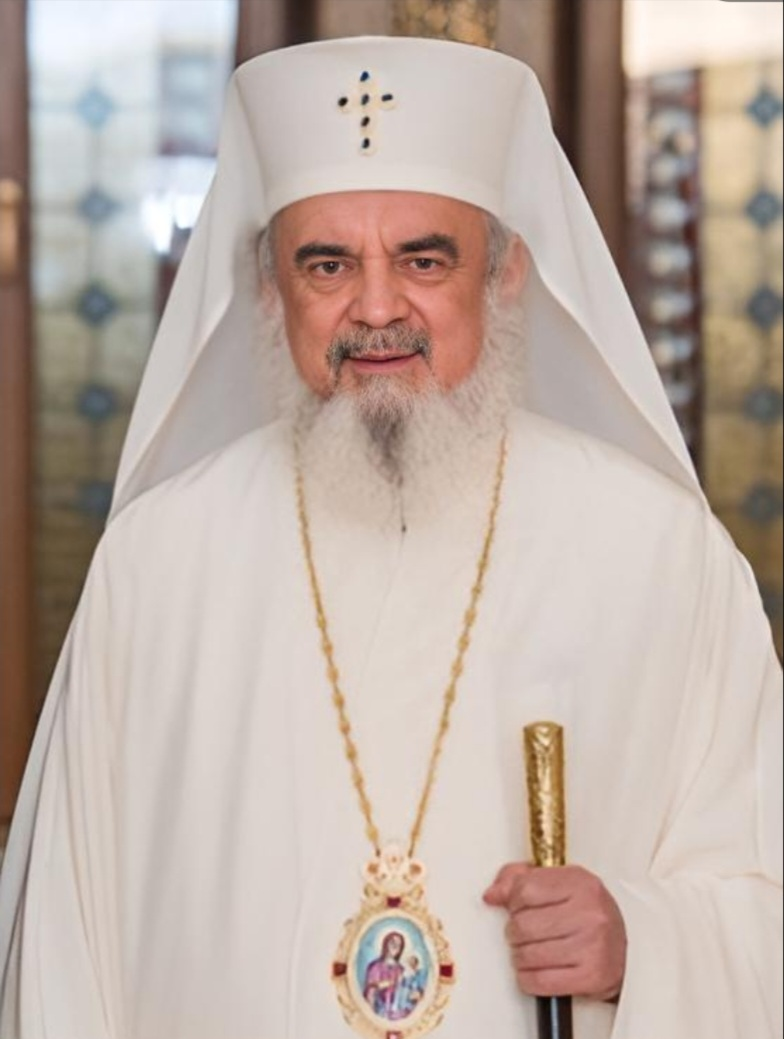
Daniel Ciobotea

Daniel Ciobotea (* 22. Juli 1951 in Dobrești, Bara, Kreis Timiș als Dan Ilie Ciobotea) ist der sechste Patriarch der Rumänisch-Orthodoxen Kirche.

## Leben

### Ausbildung
Dan Ilie Ciobotea wurde als drittes Kind von Alexie und Stela Ciobotea geboren. Er besuchte zwischen 1958 und 1962 die Grundschule in seinem Heimatdorf Dobrești und zwischen 1962 und 1966 die Mittelschule in Lăpușnic, Kreis Timiș. Im Jahr 1966 wurde er nach erfolgreicher Absolvierung der Aufnahmeprüfung in das städtische Gymnasium von Buziaș aufgenommen und legte sein Abitur 1970 am Coriolan Brediceanu-Gymnasium in der Stadt Lugoj ab. Nach der Schule besuchte er von 1970 bis 1974 das Theologische Institut von Sibiu, das er mit einem Lizenziat im Fach Neues Testament abschloss. Danach promovierte er im Fachbereich Systematische Theologie am Theologischen Institut in Bukarest, u. a. bei Dumitru Stăniloae. Die Fortsetzung seiner Studien führte ihn jeweils für zwei Jahre an die Protestantisch-Theologische Fakultät der Universität Straßburg und die Albert-Ludwigs-Universität Freiburg. Er wurde schließlich am 15. Juni 1979 in Straßburg zum Dr. theol. promoviert. Der Titel seiner Dissertation war: Réflexion et vie chrétiennes aujourd'hui. Essai sur le rapport entre la théologie et la spiritualité. Die Arbeit wurde betreut von den Professoren Gérard Siegwald und André Benoît. Ein Jahr später wurde eine erweiterte Fassung dieser Arbeit an der Theologischen Fakultät der Universität Bukarest zur Erlangung des Doktorgrades eingereicht. Nach der öffentlichen Verteidigung der Dissertation am 30. Oktober 1980 bekam er auch einen Doktorgrad von einer orthodoxen Fakultät.

### Kirchlicher Werdegang

#### Vom Priestermönch zum Weihbischof von Temeswar
Am 6. August 1987 trat er in das Kloster Sihastria ein. Er erhielt von Archimandrit Cleopa Ilie, seinem Mönchspaten, den Namen Daniel. Er wurde am 8. August 1987 Diakon und am 15. August 1987 zum Priestermönch geweiht. Im Oktober 1988 bekam er den Rang eines Protosingels. Zwischen dem 1. September 1988 und dem 1. März 1990 war er Patriarchalberater und gleichzeitig Direktor der Sektion „Gegenwartstheologie und Ökumenischer Dialog“. Parallel dazu lehrte er am Theologischen Institut der Universität Bukarest als Professor am Lehrstuhl für christliche Missiologie.
Im Januar 1990 wurde Ciobotea Präsident des Reflexionskreises für die Erneuerung der Kirche. Hier arbeitete er zusammen mit dem Archimandriten Bartolomeu Anania, den Pfarrern Constantin Galeriu und Dumitru Stăniloae sowie mit Laienvertretern. Der Reflexionskreis hat die vollständige Wiedereingliederung des Religionsunterrichtes als normales Unterrichtsfach an allen rumänischen Schulen zum Ziel.
Am 1. März 1990 wurde Daniel Ciobotea von Nicolae Corneanu, Metropolit vom Banat, als Weihbischof für das Bistum Temeswar vorgeschlagen. Nach der Wahl durch den Heiligen Synod der Rumänisch-Orthodoxen Kirche wurde er am 4. März 1990 in der Kathedrale von Temeswar mit dem Titel Lugojanul (von Lugoj) zum Bischof geweiht.

#### Erzbischof von Iași und Metropolit von Moldau und Bukowina
Am 7. Juni 1990 wurde er als Erzbischof von Iași und Metropolit von Moldau und Bukowina gewählt. Am 1. Juli nahm er das Bistum in Besitz, welches seit 1986 vakant war.
Seit 1992 unterrichtete Metropolit Daniel Dogmatik und Pastoraltheologie an der orthodox-theologischen Fakultät der Universität Iași.
Als Metropolit nahm er ferner an mehreren ökumenischen Konferenzen teil: so leitete er die Delegation der Rumänisch-Orthodoxen Kirche zur Generalversammlung des Ökumenischen Rats der Kirchen in Canberra (1992). Er ist zudem Repräsentant der national-synodalen Kommission für religiöse Erziehung (Bukarest), Präsident der Kommission für Liturgik und Theologie der Synode der Rumänisch-Orthodoxen Kirche (die ehemalige Ausbildungskommission), Gründungsmitglied der Nationalen Kommission der historischen Denkmäler, Mitglied im Zentral- und Exekutivkomitee des ÖRK (1991–1998), Mitglied des Präsidiums und des Zentralkomitees der Konferenz Europäischer Kirchen (KEK) (seit 1990) und Vizepräsident der 11. Vollversammlung der KEK (Graz 1997). Sein intensives Engagement für die Ökumene hat ihm in konservativen Kreisen der orthodoxen Kirche bzw. des Mönchtums scharfe Kritik eingetragen.
Im Jahre 1998 gründete er den Radiosender Trinitas in Iași.

#### Patriarch der Rumänisch-Orthodoxen Kirche
Auf der Synode zur Wahl eines Nachfolgers für den verstorbenen Patriarchen Teoctist I. fiel die Wahl am 12. September 2007 auf Ciobotea.
Die Amtseinführung erfolgte am 30. September 2007 in der Patriarchalkathedrale der Heiligen Konstantin und Helena in Bukarest.
Unmittelbar nach seiner Amtseinführung gründete er einen ausschließlich zur kirchlichen Anwendung vorgesehenen Media-Trust, welcher am 27. Oktober 2007 offiziell inauguriert wurde.

## Wissenschaftliche Tätigkeit
Nach Abschluss seiner Promotion führte Ciobotea im Rahmen eines Lektorats am Ökumenischen Institut Bossey, Schweiz, wo er zwischen 1986 und 1988 Studiendirektor war, seine Forschungsarbeit weiter. Parallel zu dieser Tätigkeit unterrichtete er auch an den Universitäten von Freiburg im Üechtland und Genf. Seit 1992 unterrichtete Ciobotea Dogmatik und Pastoraltheologie an der orthodox-theologischen Fakultät der Universität Iași.
Ciobotea hat nach Angaben seines vom rumänischen Patriarchat zusammengestellten Lebenslaufs über 876 Studien, Aufsätzen und Reden in rumänischer Sprache und über 100 Aufsätze und Studien in Englisch, Französisch und Deutsch in Fachzeitschriften und Sammelbänden veröffentlicht. Er ist zudem Autor mehrerer relevanter theologischer Monographien. Darüber hinaus nahm er an über 200 theologischen Symposien, Kongressen und Konferenzen teil.

### Monographien
- "Atât de mult a iubit Dumnezeu lumea..." (So sehr hat Gott die Welt geliebt...) Verlag Trinitas: Iași, 1996.
- "Confessing the Truth in Love – Orthodox Perceptions of Life, Mission and Unity" Verlag Trinitas: Iași, 2001.
- "Luptător jertfelnic și ctitor darnic – lucrarea harului în viața Sfântului Voievod Ștefan cel Mare" (Sichopferender Kämpfer und großzügiger Stifter – Die Wirkung der Gnade im Leben des Heiligen Fürst Stephanus der Großen)Verlag Trinitas: Iași, 2004.
- "Făclii de Înviere – Înțelesuri ale Sfintelor Paști" (Auferstehungslichter – Bedeutungen der heiligen Pachas), Verlag Trinitas: Iași 2005.
- "Recunoștință și reînnoire" (Anerkennung und Erneuerung), Verlag Trinitas: Iași, 2005.
- "Dăruire si Dăinuire" (Hingebung und Fortbestehung – Geschichte und Spiritualität der Rumänen) Verlag Trinitas:  Iași, 2005.
- "Comori ale Ortodoxiei" (Schätzen der Orthodoxie)  Verlag Trinitas:  Iași, 2007.

### Wichtige Aufsätze
Von den in theologischen Zeitschriften veröffentlichten Aufsätzen haben folgende sehr große Aufmerksamkeit erlangt:
- "Chemarea preoțească" (Die priesterliche Berufung) 1973.
- "Elemente ale religiei geto-dacilor favorabile procesului de încreștinare a strămoșilor" (Elemente der geto-dacischen Religion, welche für den Verchristlichungsprozess günstig gewesen sind) 1976.
- "Învățătura Sfântului Ioan Gură de Aur despre rugăciunile pentru cei adormiți în Domnul" (Die Lehre Johannes Chrysostomus über die Gebete für die in Gott Entschlafenen) 1976.
- "Timpul și valoarea lui pentru mântuire în Ortodoxie" (Die Zeit und ihr Wert fürs Heil in der Orthodoxie) 1977.
- "Temeiurile dogmatice ale bucuriei creștine" (Dogmatische Begründungen der christlicher Freude) 1977.
- "Creștinii din Occident în căutarea Ortodoxiei" (Die Christen des Abendlandes auf der Suche nach der Orthodoxie) 1978.
- "Dorul pentru Biserica nedespărțită sau apelul tainic și irezistibil al Sfintei Treimi" (Das Vermissen der ungeteilten Kirche oder der geheime und unwiderstehliche Anruf der Heiligen Dreifaltigkeit) 1982.
- "Mărturia ortodoxă în Mișcarea Ecumenică" (Das orthodoxe Zeugnis in der Ökumenischen Bewegung) 1989.

## Auszeichnungen
Für seine ökumenischen und interreligiösen Aktivitäten bekam Ciobotea 1998 den Abt-Emmanuel-Maria-Heufelder-Preis des Ökumenisches Institutes der Abtei Niederalteich.
Für seine wissenschaftliche Tätigkeit bekam er die Ehrendoktorwürde von drei Universitäten, der Katholischen Universität Sacred Heart in Fairfield (Connecticut) (2003), der George Enescu Universität Iași und der Universität Alexandru Ioan Cuza Iaşi, verliehen.
Am 30. September 2007 erhielt Ciobotea vom rumänischen Präsidenten Traian Băsescu den Nationalorden „Steaua României“ (Stern von Rumänien) im Grad des Großkreuzes.

## Festschrift
- Daniel Munteanu/Sorin Șelaru (Hrsg.) Holding Fast to the Mystery of the Faith: Festschrift for Patriarch Daniel of the Romanian Orthodox Church, Brill Schöningh, Paderborn 2022, ISBN 978-3-506-79191-7 (Reihe Eastern Church Identities, Band 10).